# Jim Bottomley
Pour les articles homonymes, voir James Bottomley et Bottomley.
James Leroy Bottomley (né le 23 avril 1900 à Oglesby, Illinois, États-Unis et mort le 11 décembre 1959 à Saint-Louis, Missouri, États-Unis) est un joueur professionnel de baseball. Il est élu à titre posthume au Temple de la renommée du baseball en 1974.
Un joueur de premier but, Jim Bottomley évolue dans la Ligue majeure de baseball pour les Cardinals de Saint-Louis de 1922 à 1932, les Reds de Cincinnati de 1933 à 1935, et les Browns de Saint-Louis en 1936 et 1937. Il cumule les rôles de joueur et gérant des Browns pour les 77 derniers matchs de la saison 1937.
Avec les Cardinals, Bottomley est joueur par excellence de la Ligue nationale en 1928. Il fait partie des équipes des Cardinals championnes de la Série mondiale en 1926 et 1931. 
Le 16 septembre 1924 lors d'une victoire des Cardinals sur les Dodgers de Brooklyn à Ebbets Field, Jim Bottombley établit un record du baseball majeur avec 12 points produits en un match, marque qu'il partage depuis 1993 avec Mark Whiten. 
En 16 saisons dans le baseball majeur, Bottomley maintient une moyenne au bâton de ,301. Il réussit 2 313 coups sûrs, dont 465 doubles, 151 triples et 219 circuits, en 1 991 matchs joués. Il compte de plus 1 422 points produits et 1 177 points marqués. 
Il mène la Ligue nationale en 1925 avec 227 coups sûrs et les deux ligues majeures avec 44 doubles. En 1926, il mène la Ligue nationale pour les points produits (120), les doubles (40) et le total de buts (305). En 1928, saison où il est élu joueur de l'année, il mène la Ligue nationale pour les points produits (136), les triples (20), les circuits (31) et le total de buts (362). 
Bottomley détient le record des Cardinals de 154 coups sacrifices en carrière. Ses 1 392 matchs joués au premier but étaient longtemps un record des Cardinals à cette position, avant d'être dépassé par Albert Pujols en 2009, et représentent depuis le second plus haut total de l'histoire club. En 1925, Bottomley établit un record des Cardinals avec trois grands chelems en une saison, marque égalée par Keith Hernandez (1977) et Fernando Tatis (1999), puis battue par Albert Pujols en 2009.